# 陈子锐
陈子锐（1956年7月—），男性，出生于广东台山，中国共产党党员，原广州体育学院副书记、院长、教授。曾就读于广州体育学院体育专业，1978年8月毕业后分配到广东外国语学校（现已合并为广东外语外贸大学）工作。曾在广东外语外贸大学担任体育教师、体育教研室副主任、体育部（正处级建制）副主任、工会体育部长、总务设备处处长、后勤处处长、校党委委员、后勤党总支书记、校长助理兼后勤处处长，后勤党总支书记等职务。社会兼职有国家级排球裁判员、广东省排球裁判委员会副主任、广州市排球协会副主席。